# 室蘭総合自動車学校
室蘭総合自動車学校（むろらんそうごうじどうしゃがっこう）は、北海道登別市にある一般社団法人室蘭交通安全協会が運営している指定自動車教習所。

## 沿革
- 1963年1月 - 室蘭自動車学校設立
- 1991年 - 現校名に改める
- 2008年4月1日 - 登別自動車学校と統合

## 教習車種
- 中型自動車
- 準中型自動車
- 普通自動車
- 大型特殊自動車
- 牽引
- 普通自動二輪車

## 交通アクセス
- JR室蘭本線 鷲別駅から徒歩12分

## 周辺
- 登別市立若草小学校
- 登別若草郵便局
- 上鷲別富岸川